# Эвертсен, Йохан
Йохан Эвертсен (нидерл. Johan Evertsen; 1 февраля 1600, Флиссинген — 5 августа 1666) — голландский адмирал XVII столетия.

## Биография
Йохан был старшим из выживших сыновей Йохана Эвертсена, известного как Капитан Ян, который погиб в 1617 году, сражаясь у Ла-Рошели против французских корсаров. В знак благодарности за его заслуги, все его пять сыновей были произведены в лейтенанты Адмиралтейством Зеландии.
Уже в возрасте 18 лет Йохан занимал пост капитана корабля. Он сражался у Ла-Рошели в 1625 году под командованием Виллема де Зуте и в 1626 и 1627 годах в кампании против Варварского берега под командованием Лауренса Реаля.
Между 1628 и 1636 годами он отличился, сражаясь против дюнкеркских корсаров. Его наибольшим успехом было предотвращение перехвата корсарами флота Пита Хайна с захваченными сокровищами в 1628 году и пленение в 1636 году знаменитого корсара Якоба Колларта. Йохан также внёс значительный вклад в победу голландцев над испанцами в сражении в канале Слак.
В 1637 году он стал вице-адмиралом и командовал в 1639 году эскадрой в сражении у Даунса, в котором он уничтожил португальский флагман Santa Teresa и от 800 до 1000 членов его экипажа.
В результате этой битвы он вошёл в конфликт с Витте де Виттом и с тех пор не получал более ответственных постов в следующие годы. В эти годы он сблизился с штатгальтерами Фредериком-Генрихом и Вильгельмом II Оранским.

### Первая англо-голландская война
В самом начале Первой англо-голландской войны Йохан Эвертсен всё ещё держался в стороне от Витте де Витта, который считал его оранжистом. Но после поражения де Витта в сражении при Кентиш-Нок и замены его на Мартена Тромпа, Йохан Эвертсен был восстановлен в должности командующего эскадрой и помог достичь победы в сражении у мыса Дандженесс, выведя флагманский корабль Тромпа из-под атаки англичан.
Позднее в 1653 году он участвовал в Портлендском сражении и в сражении при Габбарде, которые закончились поражением.
В последнем в этой войне сражении при Схевенинге, которое также было проиграно, Тромп был убит. Корабль Эвертсена был так сильно повреждён, что он вынужден был выйти из битвы, оставив командование Витте де Витту. Эвертсен вновь был обвинён де Виттом в трусости, и более не привлекался к командованию в течение следующих пяти лет.
Только в мае 1659 года, после смерти де Витта, он служит под началом Михаила де Рюйтера на флоте, который помогал Якобу ван Вассенару Обдаму отвоёвывать Датские острова после победы в сражении при Эресунне, в котором де Витт был убит.

### Вторая англо-голландская война
Несмотря на свои годы, Йохан Эвертсен стал третьим командующим флотом, который противостоял англичанам в сражении при Лоустофте. Битва была крайне неудачна для голландцев, первый и второй командующие, Якоб ван Вассенар Обдам и Эгберт Бартоломеус Кортенар, были убиты. Эвертсен взял командование на себя, но неразбериха на голландском флоте была столь велика, что Корнелис Тромп тоже поддался ей, ошибочно полагая, что Эвертсен тоже уже убит. К вечеру весь уцелевший голландский флот отступил с места сражения.
Йохан был вызван в Гаагу. Когда он прибыл туда, разъярённая толпа вытащила его из кареты, избила и бросила в воду со связанными руками и ногами. Он спасся, зацепившись за киль судна. Его должны были сопровождать под охраной вооружённого отряда в Ден-Хелдер, где должны были судить за трусость.
Но командующие флотом вступились за него, и когда выяснилось, что Эвертсен предотвратил худшее, прикрывая отступление флота, получив при этом 150 попаданий в свой корабль, он был освобождён из заключения.
Когда его брат Корнелис Эвертсен-старший был убит в Четырёхдневном сражении, Йохан прибыл на флот и взял на себя командование авангардом де Рюйтера. Он был убит в первый день сражения в день Святого Иакова.
Оба брата, после долгих споров между Адмиралтейством и семьёй из-за расходов, были похоронены в 1681 году в аббатстве Мидделбурга, где до сих пор можно видеть их общий надгробный памятник.

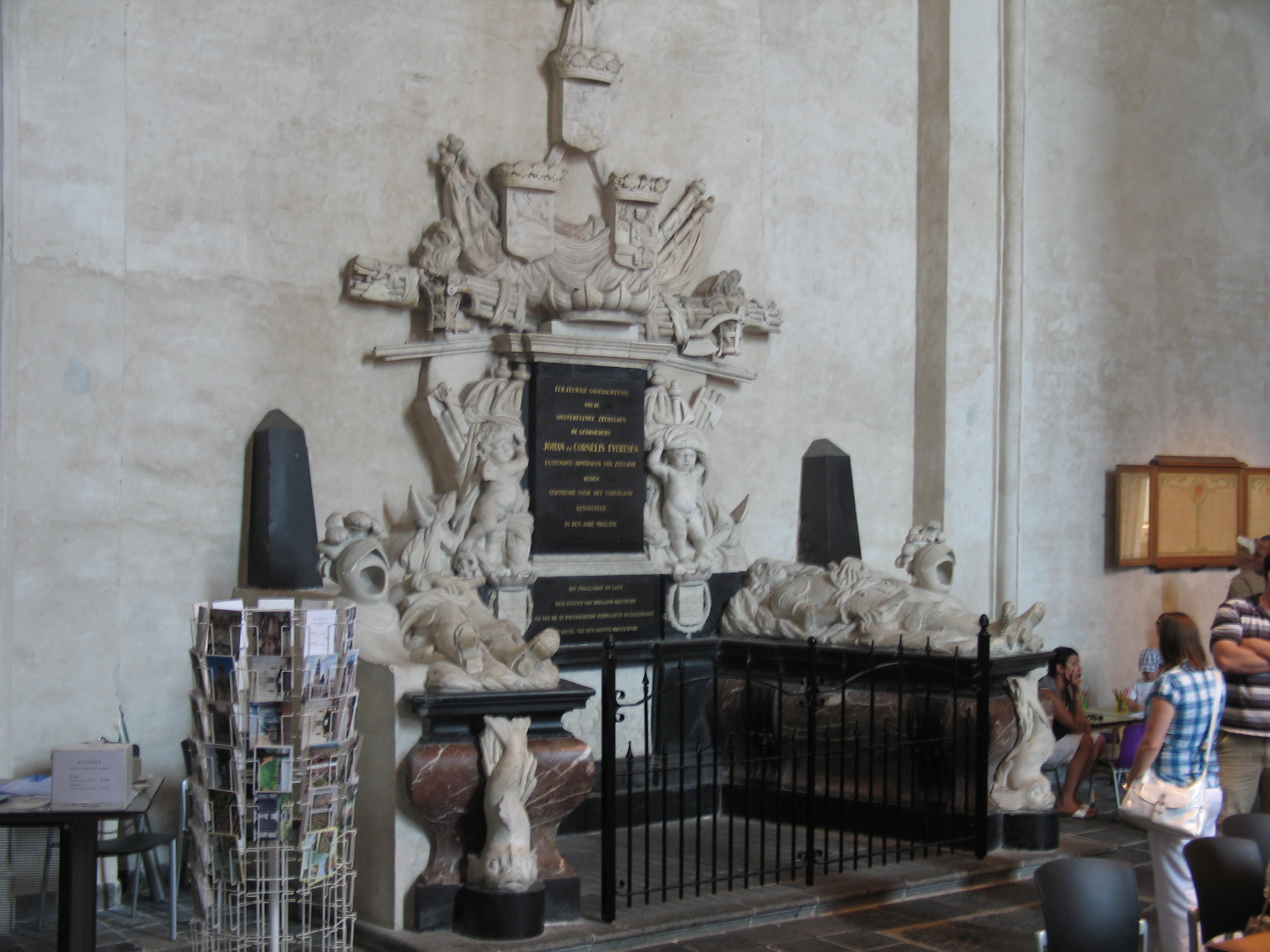
Надгробный монумент Йохана и Корнелиса Эвертсенов в Мидделбурге

## Семья и дети
Йохан был женат на Майкен Горкум (1600–1671). У них было пятеро детей:
- Йохан Эвертсен-младший (1624–1649)
- Корнелис Эвертсен-средний (1628–1679), вице-адмирал
- три дочери